# گولسون (تگزاس)
گولسون، تگزاس (به انگلیسی: Gholson, Texas) یک شهر در ایالات متحده آمریکا با جمعیت ۹۲۲ نفر است که در تگزاس واقع شده‌است.

## موقعیت جغرافیایی
موقعیت جغرافیایی شهرها و مناطق اطراف به شرح زیر است: